# Tahara
Tahara (jap. 田原市 Tahara-shi) – miasto w Japonii, w prefekturze Aichi, na wyspie Honsiu, na półwyspie Atsumi.

## Położenie
Miasto leży na południu prefektury Aichi, na półwyspie Atsumi, który równoleżnikowo oddziela zatokę Mikawa od Pacyfiku.

## Historia
Wraz z utworzeniem nowego systemu administracyjnego 1 kwietnia 1889 roku w powiecie Atsumi powstała wioska Tahara. 3 października 1892 roku zdobyła status miejscowości (町), a 20 sierpnia 2003 roku zdobyło status miasta w wyniku połączenia miasteczek Tahara i Akabane.
1 października 2005 roku teren miasta powiększył się o miejscowość Atsumi (z powiatu Atsumi).

## Przemysł
W mieście zlokalizowana jest jedna z fabryk Toyoty, w której produkuje się Lexusy.

## Populacja
Zmiany w populacji Tahary w latach 1970–2015:
| Rok  | Populacja |
| ---- | --------- |
| 1970 | 56 248    |
| 1975 | 56 633    |
| 1980 | 60 581    |
| 1985 | 63 769    |
| 1990 | 64 978    |
| 1995 | 65 243    |
| 2000 | 65 534    |
| 2005 | 66 390    |
| 2010 | 64 119    |
| 2015 | 62 364    |

## Miasta partnerskie
- Stany Zjednoczone: Georgetown